# Suursadam
Le grand port (estonien : Suursadam) ou port Suursadam est un port sur l'île d’Hiiumaa en Estonie.

## Présentation
Le port est situé dans la partie nord-est de Hiiumaa. Il est situé à environ 10 km au sud-est de Kärdla, sur le territoire de l'actuel village de Suuresadama, dans la municipalité de Hiiumaa.
Les navires jusqu'à 35 mètres de long et avec un tirant d'eau allant jusqu'à 2,8 mètres peuvent entrer dans le grand port. 
Le port est principalement utilisé par des navires de pêche et un bateau-pilote.

## Histoire
Suursadamat est mentionné pour la première fois comme un port sans nom sur une carte maritime de 1570. 
Il a été mentionné nommément en 1593 comme le port de Säare.
En 1680, le néerlandais Erasmus Jacobson a construit une plus grande entreprise de construction navale dans le port de Suursadama. Il y avait des fours à chaux à proximité. La production de ces fours à chaux était envoyée dans de nombreux ports de la mer Baltique.
En 1848, un navire de 358 tonnes, le Hioma, a été construit dans ce port. 
Ce voilier était le plus grand bateau d'Estonie au XIXe siècle et il a été le premier voilier à traverser l'équateur en 1854 et autour de cap Horn dans l'océan Pacifique. 
Un grand entrepôt a été placé sous protection en tant que monument architectural.
Dans les années 1580, Hans Wachtmeister, maréchal suédois et propriétaire d'Ìunak, fit construire un pont portuaire à Suursadama.
Le port devint rapidement connu non seulement comme un port international où un poste douanier fut établi en 1638, mais aussi comme un centre industriel local. 
La construction navale, active à Hiiumaa depuis l'Antiquité, était concentrée près du port. 
Avant la fin du XVIe siècle, les fours à chaux fonctionnaient à Suursadama.
Dans les années 1680, il y avait un hangar à bateaux, une forge et un atelier de tissage de cordes.
Suursadam était un centre de construction navale de renommée internationale jusqu'au XIXe siècle, après quoi son importance a commencé à s'estomper. Dans les premières années de la Première République, les derniers grands navires y ont été construits, la construction de navires de pêche s'est terminée immédiatement après l'arrivée du pouvoir soviétique. 
L'importance de Suursadama en tant que port a également diminué et sa position a été reprise par des ports construits au XIXe siècle à Kärdla et Heltermaa. Dans les années 1952-1959, Suursadama abritait aussi une usine de poisson et en 1961-1966, le centre de la ferme collective des pêcheurs locaux.
Aujourd'hui, seuls des ateliers de réparation navale et un point de réception des poissons subsistent à Suursadama.

## Galerie

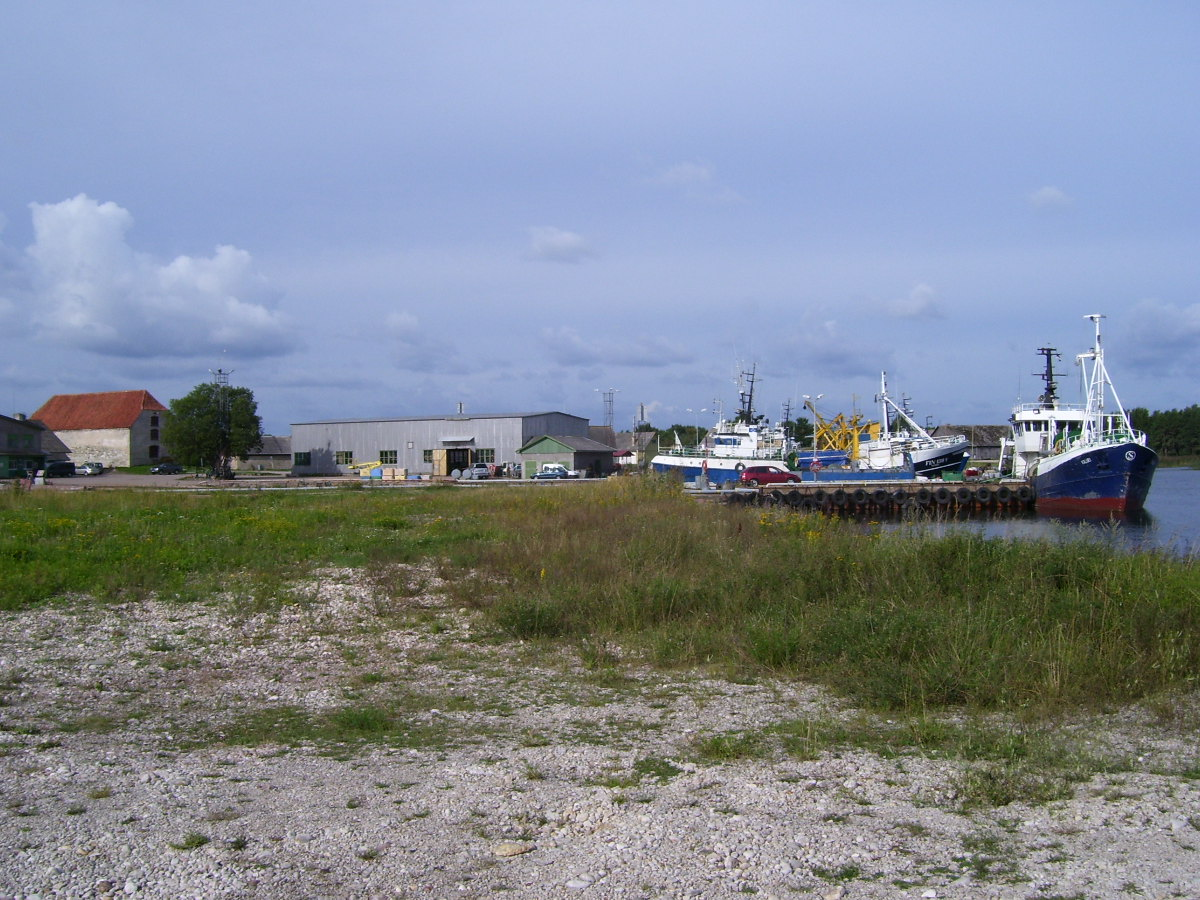
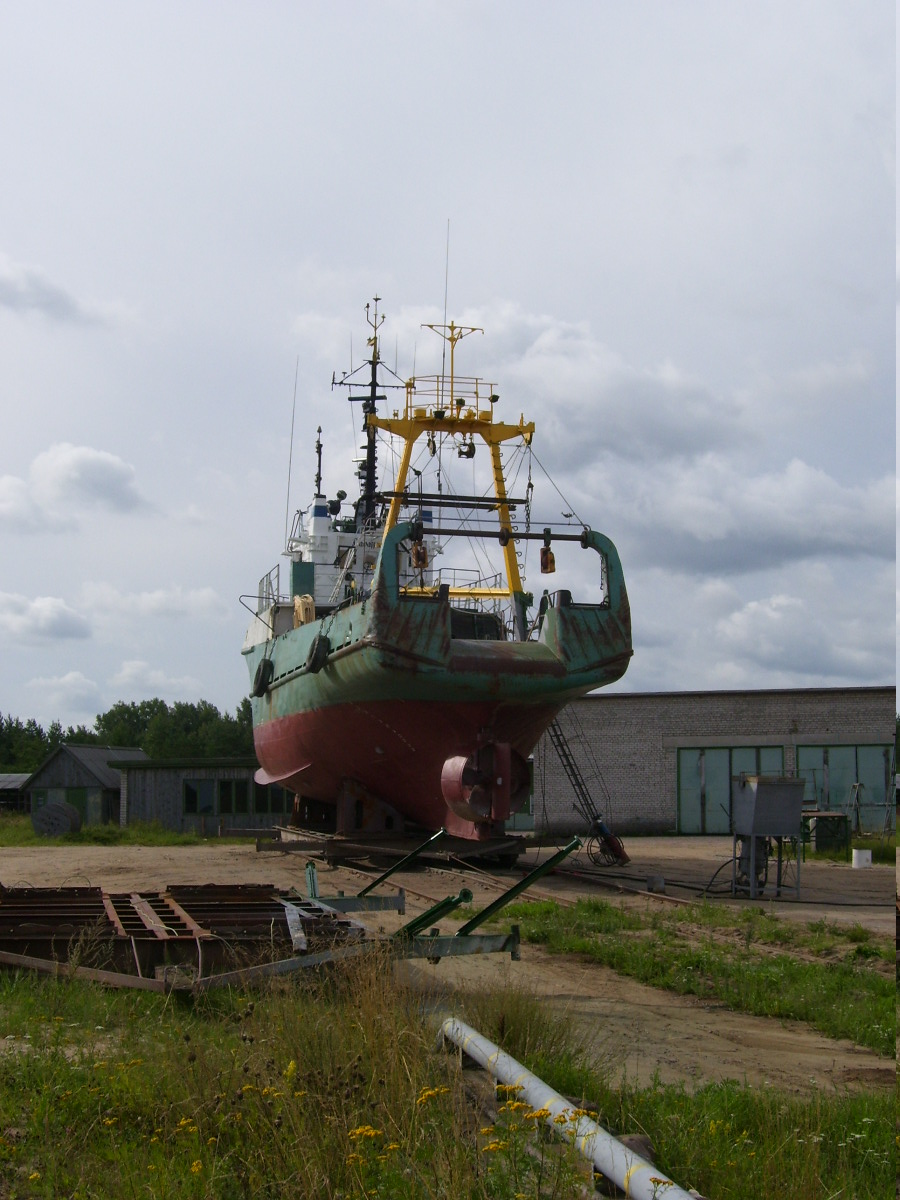
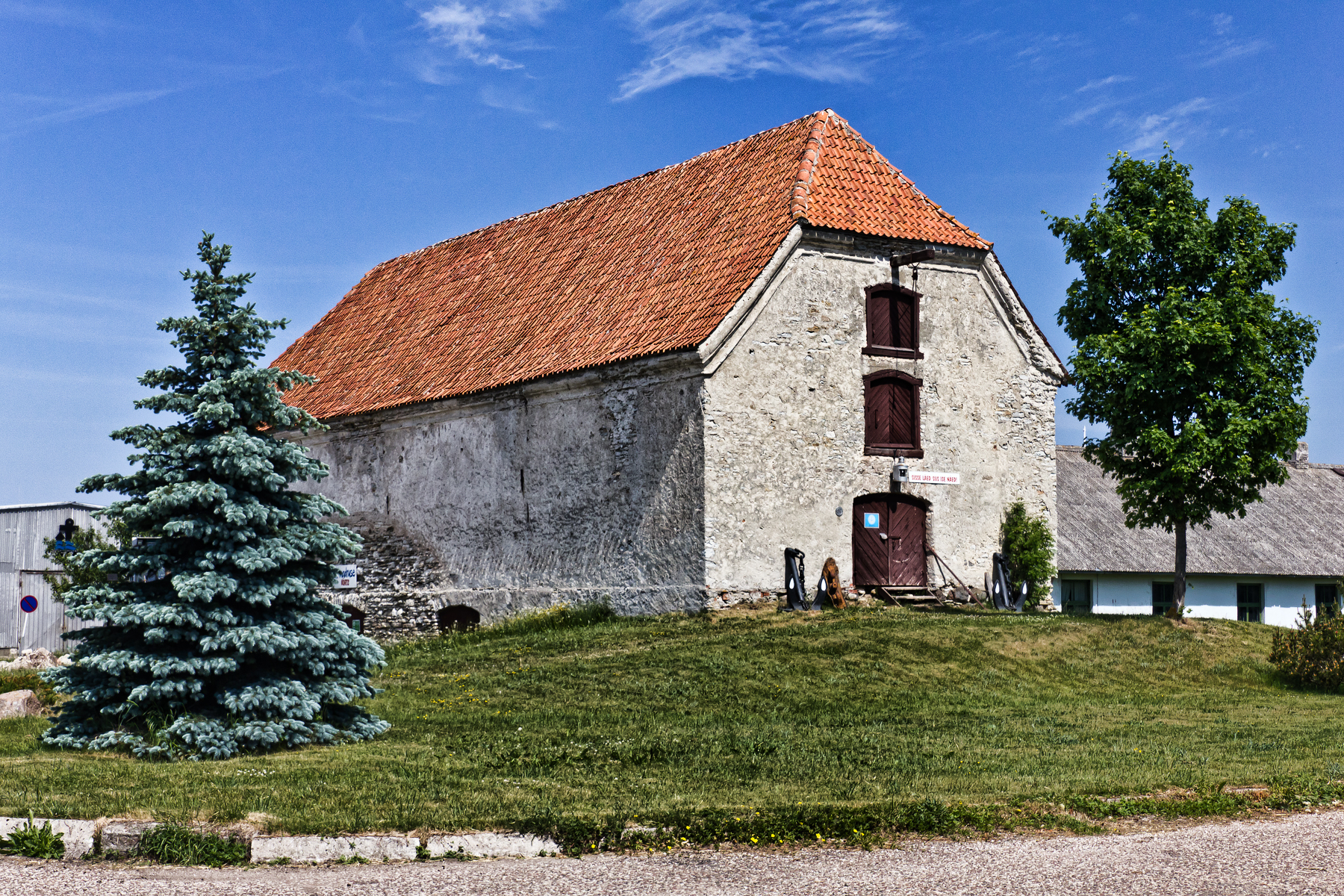